# Claire Brosseau
Claire Elyse Brosseau (née en 1977) est une actrice canadienne.

## Biographie
Elle est née à Montréal et a grandi à Toronto jusqu'à l'âge de 12 ans. Elle retourne à Montréal et étudie au Collège John Abbott et part plus tard à New York où elle étudie l'art au Neighborhood Playhouse School of the Theatre. Elle débute à la télévision en 2002 à Toronto. Elle a réalisé une expérience d'une année complète d'abstinence en ayant aucune relation avec des hommes,.

## Filmographie
- 2002 : Confessions d'un homme dangereux (Confessions of a Dangerous Mind)
- 2004 : Ciao Bella : Rachel
- 2004 : Petits mythes urbains : Stephanie
- 2004 : Phil the Alien : Michelle
- 2004 : Geraldine's Fortune (en) :
- 2004 : Sombre Zombie :
- 2006 : Bethune : Evelyn
- 2006 : Que le diable m'emporte (My First Wedding) : Susie
- 2007 : Une sœur dangereuse (Framed for Murder) (TV) :
- 2007 : The Business : Drunk Chick
- 2008 : Girl's Best Friend : Erica
- 2008 : The Love of Her Life : Jordan
- 2008 : A Previous Engagement : Jenny Reynolds
- 2008 : Who Is KK Downey? : Mary
- 2010 : Peepers :
- 2012 : If I Were You : Reggan
- 2013 : Satisfaction : épisode 1
- 2015 : Girl Couch : Sarah Bernhardt
- 2016 : Happily Ever After : Megan
- 2016 : 11.22.63 : Marlène